# 2 mm
Questo elenco raccoglie le cartucce il cui calibro è incluso tra i 2 ed i 3 mm.

## .079 in / 2 mm auto
| Nome               | Pallottola    | Colletto      | Spalla | Collarino     | Base          | Lunghezza     | Totale        |
| ------------------ | ------------- | ------------- | ------ | ------------- | ------------- | ------------- | ------------- |
| 2 mm pinfire       | N/A           | N/A           | N/A    | N/A           | N/A           | N/A           | N/A           |
| 2,34 mm            | 2,34 (0,092)  | N/A           | N/A    | 2,8 (0,110)   | N/A           | N/A           | N/A           |
| 2,7 × 9 mm Kolibri | 2,718 (0,107) | 3,531 (0,139) | N/A    | 3,556 (0,140) | 3,556 (0,140) | 9,398 (0,370) | 10,92 (0,430) |